# Stara lichwiarka
Stara lichwiarka (hiszp. Vieja usurera) – obraz olejny namalowany przez hiszpańskiego malarza barokowego Jusepe de Riberę w 1638, znajdujący się w zbiorach Muzeum Narodowego Prado w Madrycie.
Mieszkający we Włoszech Ribera znalazł się pod wpływem twórczości Caravaggia. Stosował silne efekty światłocieniowe i pracował w oparciu o studium żywego modela. Ciemna kolorystyka jego obrazów, rozbłyski światła i głęboka analiza psychologiczna przedstawianych postaci zapewniły mu przydomek Rembrandta Północy.

## Opis obrazu
Artysta namalował ujętą z profilu półpostać starej lichwiarki z wagą do ważenia złota, którą trzyma w lewej ręce. Kobieta jest skupiona na wykonywanej czynności i zdaje się podejrzliwie zasłaniać ciałem ważone przedmioty. Ma na sobie starą i zniszczoną odzież, jej twarz i dłoń oświetla jaskrawe światło z niewidocznego źródła, które podkreśla i wyolbrzymia zmarszczki i starcze rysy twarzy. Tło jest ciemne i nieokreślone. 
Obraz był interpretowany jako alegoria chciwości.